# Mémorial national des marins morts pour la France
Le Mémorial national des marins morts pour la France est un monument à la mémoire des marins morts pour la France, situé sur la pointe Saint-Mathieu sur le territoire de la commune de Plougonvelin, dans le Finistère.